# Wayne Bergeron
Wayne Bergeron (Hartford, 1958. január 16. –) amerikai dzsesszzenész. Trombitás, szárnykürtös.

## Pályakép
A Los Angeles College of Music-on szerzett diplomát. A Maynard Ferguson's band és a Gordon Goodwin’s Big Phat Band muzsikusa.
A világ egyik legkiválóbb trombitása. Sok nagysikerű hollywoodi filmzene szerzője. 350-nél is több tévé- és filmzene sáblistáján van ott a neve.
A magas regiszterekben való egészen sajátos játéka következtében lett az egyik legkeresettebb rézfúvós zenész.

## Lemezek
- You Call This a Living? (2002)
- Plays Well with Others (2007)
- Music & Mistletoe (2008)
- Trumpet Fiesta: A Celebration of Rafael Mendez (2011)
- Full Circle (2016)